# Az elveszett világ (könyv)
Az elveszett világ (angolul: The Lost World, korábbi magyar címén Szörnyek szigete) Michael Crichton regénye, az Őslénypark folytatása. Az InGen nevű cég klónozza a dinoszauruszokat, és egy Isla Nublar nevű szigeten egy dinoszaurusz-parkot építenek. Azonban az őslényeket nem Nublaron tenyésztik, hanem egy másik szigeten, Isla Sornán. Azonban az ember nem tudja kordában tartani a természetet, az őslények elszabadulnak.

## A cselekmény
|  | Alább a cselekmény részletei következnek! |

Ian Malcolm, káoszelmélet-matematikus egy utazás alkalmával majdnem életét veszti, de sikerül megoperálniuk. Az altatás alkalmával raptorokat, kompikat, és más dinoszauruszneveket emleget. Egy barátja, Richard Levine keresni kezd egy Elveszett Világ után, és ráveszi Malcolmot, hogy ha megtalálta, jöjjön vele. Egyszer csak nyom nélkül eltűnik. Malcolm, egy bizonyos Thorne doki, Eddie, a segédje, és Sarah Harding a keresésére indulnak. Malcolm szerint csakis Sornára mehetett, így hát ez lesz az úticéljuk. Nem is tudják, hogy egy másik csapat kiszaglászta, hogy a szigeten őslények vannak, és hatalmas üzleti sikert lát benne. Sarah-ék egy kölyök Tyrannosaurust visznek a lakókocsiba, mire a felbosszantott szülők a kocsira támadnak.
|  | Itt a vége a cselekmény részletezésének! |

## A film
A könyvből készült egy, Az elveszett világ: Jurassic Park című film, melynek bemutatójára 1997-ben került sor. A film cselekménye majdnem azonos, bár néhány részlet kimaradt. A legnagyobb eltérés az, amikor a Tyrannosaurust a városba viszik a kölykével, és ott elszabadul.

## A történet őslényei
A könyv
- Tyrannosaurus rex – A könyv „csúcsragadozója”. Gondos szülőként jelenik meg, ami minden élőlényt elzavar a fészke mellől. Fiókái tollasak.
- Velociraptor mongoliensis – Apró és ravasz gyilkosként tűnik fel. A főszerepet kapja. Tollak nélkül tűnik fel.
- Triceratops serratus – Csak rövid időre tűnik fel, nem kap akkora szerepet, mint az előzményben.
- Apatosaurus excelsus – A sziget sauropodája. Csak akkor kerülnek közel hozzá, amikor Sarah motorbiciklivel menekül a Velociraptorok elől.
- Mussaurus patagonicus – Rövid időre föltűnik a könyv elején.
- Carnotaurus sastrei – Fiktív színváltó képességgel rendelkezik. Egy Carnotaurus öli meg Diegót.
- Pachycephalosaurus wyominges – Egy terepjáróra támadnak az egyik részben. Agresszív lényekként ismerhetjük meg őket.
- Stegosaurus stenops – Az első, Sarah által látott dinoszaurusz egy Stegosaurus.
- Parasaurolophus walkeri – A Parasaurolophusok, vagy becézve „paraszauruszok” kerülnek először a dinoszaurusz-gyűjtők útjába.
- Maiasaurus/Maiasaura pleeblesorum – Egyetlen részben szerepelnek, amikor szétroncsolnak egy terepjárót.
- Procompsognathus triassicus – Apró dögevőként tűnik fel.

A film
- Tyrannosaurus rex – A film „főszereplője”. Egy T. rexet a szárazföldre szállítanak, de az elszabadul, és a városban őrjöng.
- Velociraptor/Deinonychus antirrhopus nublarensis – Gyors és veszedelmes gyilkosként tűnik fel. A filmben tollak nélkül látható.
- Compsognathus longipes – A Procompsognathus szerepét veszi át. Csoportosan akár ember méretű zsákmányt is képes elejteni.
- Stegosaurus stenops gigas – A csoportot megtámadja egy feldühödött csorda.
- Triceratops horridus – A foglyul ejtett állatoknál látható egy Triceratops.
- Pteranodon stembergi – Az utolsó jelenetben lehet látni.
- Mamenchisaurus constructus – Egy Mamenchisaurus is van a menekülő állatok között.
- Parasaurolophus walkeri androgens – Elfognak egy egyedet.
- Pachycephalosaurus wyominges calvus – Elfognak egy egyedet.

## Magyarul
- Szörnyek szigete. Az Őslénypark története folytatódik; ford. Kertész Balázs; Magyar Könyvklub, Bp., 1996
- Az elveszett világ; ford. Kertész Balázs; 2. jav. kiad.; Kossuth, Bp., 2015